# Zhor El Kamch
Zhor El Kamch (tiếng Ả Rập: زهور الكمش) (sinh ngày 15 tháng 3 năm 1973 tại Tiflet) là một vận động viên chạy đường dài nữ Maroc, thi đấu ở cự ly từ 3000 mét cho đến cuộc đua marathon. Cô đại diện cho đất nước của mình tại Thế vận hội Mùa hè 2000.

## Giải đấu quốc tế
| Năm                | Giải đấu                          | Địa điểm              | Thứ hạng           | Nội dung           | Chú thích          |
| Representing Maroc | Representing Maroc                | Representing Maroc    | Representing Maroc | Representing Maroc | Representing Maroc |
| ------------------ | --------------------------------- | --------------------- | ------------------ | ------------------ | ------------------ |
| 2000               | World Cross Country Championships | Vilamoura, Bồ Đào Nha | 9th                | Short race         |                    |
| 2003               | World Indoor Championships        | Birmingham, Anh       | 5th                | 3000 m             |                    |
| 2003               | World Championships               | Paris, France         | 14th               | 5000 m             |                    |
| 2003               | World Athletics Final             | Monte Carlo, Monaco   | 7th                | 3000 m             |                    |
| 2004               | Rotterdam Marathon                | Rotterdam, Hà Lan     | 1st                | Marathon           |                    |
| 2005               | Mediterranean Games               | Almería, Spain        | 1st                | Half marathon      |                    |
| 2005               | World Championships               | Helsinki, Finland     | —                  | Marathon           |                    |
| 2006               | World Cross Country Championships | Fukuoka, Japan        | 7th                | Short race         |                    |
| 2006               | World Cross Country Championships | Fukuoka, Japan        | 4th                | Team               |                    |

## Tốt nhất cá nhân
- 1500 mét - 4: 08,09 (1999)
- 3000 mét - 8: 34,85 (2003)
- 5000 mét - 14: 42,53 (2003)
- 10.000 mét - 33: 01,29 (2001)
- Bán marathon - 1:11:47 (2004)
- Marathon - 2:26:10 (2004)